# Mafalda di Savoia
Mafalda di Savoia (nata Mafalda Maria Elisabetta Anna Romana; Roma, 19 novembre 1902 – Buchenwald, 28 agosto 1944) fu una principessa italiana appartenente a Casa Savoia che divenne langravia consorte titolare d'Assia-Kassel dal 1940 al 1944, come moglie di Filippo.

## Biografia

### Infanzia e adolescenza

La principessa Mafalda nel 1910

Figlia secondogenita di Vittorio Emanuele III e di Elena del Montenegro, Mafalda Maria Elisabetta Anna Romana, soprannominata Muti, era di indole docile e obbediente. Ereditò dalla madre Elena il senso della famiglia, i valori umani, la passione per la musica e per l'arte. Trascorse la sua infanzia nell'ambiente familiare accanto alla madre e alle sorelle Giovanna, Iolanda e Maria Francesca; le vacanze si svolgevano a Sant'Anna di Valdieri, a Racconigi e a San Rossore con la partecipazione di tutta la famiglia. Durante la prima guerra mondiale, con le sorelle seguì la madre nelle sue frequenti visite ai soldati e agli ospedali, venendo così coinvolta nelle attività materne di conforto e cura alle truppe.

### Matrimonio

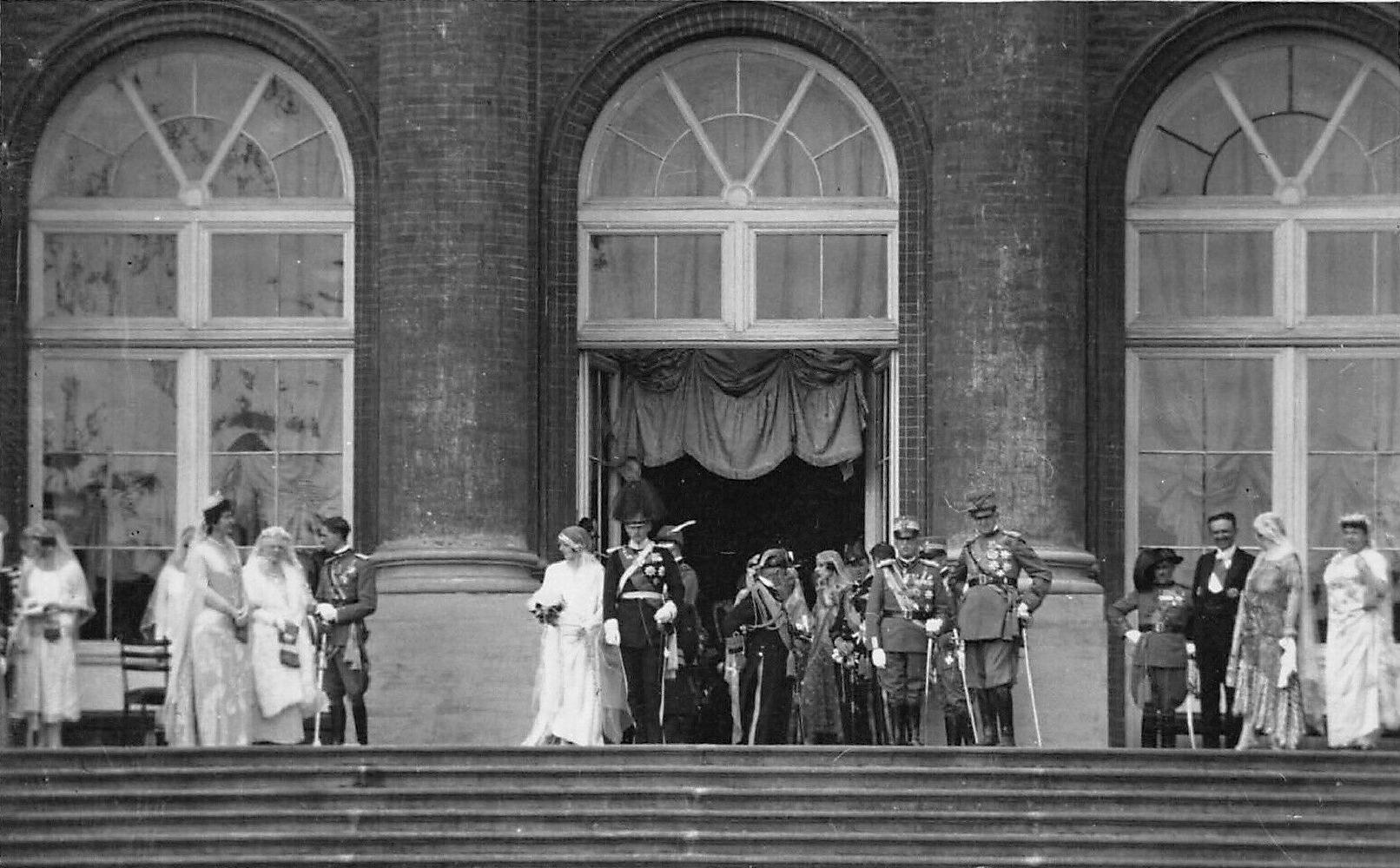
Il matrimonio di Mafalda e Filippo al Castello di Racconigi; da sinistra a destra le Regina Elena, la Regina Margherita, il Principe di Piemonte, Mafalda e Filippo, il Re e il Duca d'Aosta, dietro di loro il Duca di Genova.

Dopo un'ostilità iniziale, dovuta anche alla diversità di religione (Mafalda era cattolica e il principe Filippo era luterano), il re Vittorio Emanuele diede il suo assenso alle nozze. Si sposò a Racconigi, il 23 settembre 1925, con il principe tedesco Filippo, langravio d'Assia-Kassel, figlio del langravio Federico Carlo d'Assia-Kassel che fu per pochi mesi del 1918 re di Finlandia e Carelia.
Filippo nel giugno 1933 su proposta di Hitler assunse l'incarico di governatore della provincia d'Assia-Nassau. Come dono di nozze ebbero una pianta carnivora e un casale, situato tra i Parioli e la villa Savoia, a cui gli sposi dettero il nome di Villa Polissena, in memoria della principessa Polissena Cristina d'Assia-Rotenburg, seconda moglie di Carlo Emanuele III di Savoia.
Fu il periodo dell'ascesa in Italia del fascismo, visto da Mafalda con simpatia. Per la nascita dei suoi figli, Hitler le conferì la croce al merito (come a tutte le mamme di numerosa prole). Pur non riconoscendo alcun titolo nobiliare, il partito nazista assegnò a suo marito Filippo un grado nelle SS e vari incarichi.
Nel settembre del 1943, alla firma dell'armistizio con gli alleati, i tedeschi organizzarono il disarmo delle truppe italiane. Badoglio e il re trasferirono la capitale al Sud, ma Mafalda, partita per Sofia per assistere la sorella Giovanna, il cui marito Boris III era in fin di vita, non fu messa al corrente dei pericoli, forse per paura che informasse il langravio suo marito, che era agli ordini del Führer.
Seppe quindi dell'armistizio mentre era in Romania. Ne venne informata nel suo viaggio di ritorno, alla stazione ferroviaria di Sinaia, in piena notte, dalla regina Elena di Romania, che aveva fatto fermare appositamente il treno e aveva tentato di farla desistere dal rientro in Italia, consiglio che Mafalda decise di non seguire.

### Deportazione

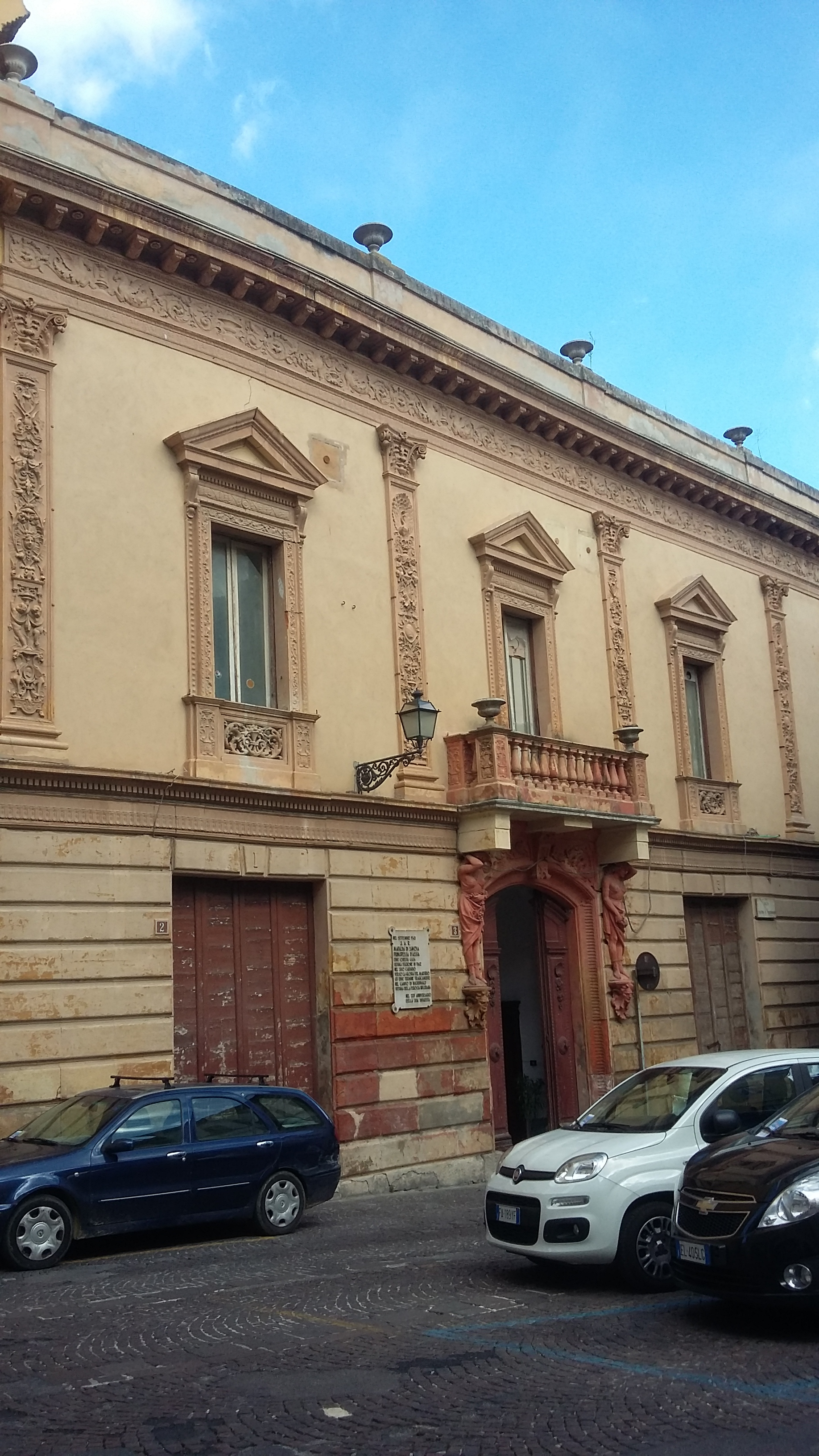
Palazzo Massangioli in piazza Umberto a Chieti, dove visse brevemente Mafalda nel 1943, prima della deportazione

Dopo i funerali del cognato Boris III, la principessa Mafalda decise di rientrare a Roma per congiungersi con i figli e la famiglia, incurante dei rischi; benché fosse figlia del re d'Italia e legatissima alla sua famiglia di origine, era anche e soprattutto cittadina tedesca, principessa tedesca, moglie di un ufficiale delle SS e governatore tedesco, quindi sicura che i tedeschi l'avrebbero rispettata. Dopo Sinaia, la prima tappa fu l'ambasciata italiana di Budapest. L'11 settembre, lasciato il treno, la principessa prese un aereo procurato dai diplomatici italiani con destinazione Bari, ma l'aereo si fermò a Pescara. Per otto giorni la principessa alloggiò a Chieti, in un palazzo vicino alla prefettura. Con mezzi di fortuna, il 22 settembre 1943 riuscì a raggiungere Roma e fece appena in tempo a rivedere i figli, custoditi in Vaticano da monsignor Montini (il futuro papa Paolo VI), escluso il maggiore, Maurizio, che era già in Germania, come il padre.
Il 23 mattina venne convocata al comando tedesco, per l'arrivo di una telefonata del marito da Kassel in Germania. Si trattò invece di un tranello: in realtà il marito era già nel campo di concentramento di Flossenbürg. Mafalda venne subito arrestata e imbarcata su un aereo con destinazione Monaco di Baviera, fu trasferita poi a Berlino e infine deportata nel lager di Buchenwald, dove venne rinchiusa nella baracca n. 15 sotto il falso nome di von Weber, venendole fatto divieto di rivelare la propria vera identità. Per scherno, i nazisti la chiamavano Frau Abeba.
Nel campo di concentramento le venne riconosciuto un particolare riguardo: occupava una baracca ai margini del campo insieme ad un ex ministro socialdemocratico e sua moglie; aveva lo stesso vitto degli ufficiali delle SS, molto più abbondante e di migliore qualità rispetto agli altri internati. Le venne assegnata come compagna di camera Maria Ruhnau, testimone di Geova, deportata per motivi religiosi; questa fu una figura molto importante per la principessa, la quale in punto di morte chiese che il suo orologio le fosse regalato come segno di riconoscenza. "Mettendola accanto a Mafalda, le SS erano sicure che, interrogandola, avrebbe riferito tutto quanto la principessa le avesse confidato".
Il regime, pur privilegiato rispetto a quello di altri prigionieri, fu comunque duro: la vita del campo e il freddo invernale intenso la provarono molto. Malgrado il tentativo di segretezza attuato dai nazisti, la notizia che la figlia del re d'Italia si trovava a Buchenwald si diffuse. Dalle testimonianze si apprende che i prigionieri italiani avevano sentito dire di una principessa italiana reclusa e che un medico italiano lì rinchiuso le aveva prestato soccorso. Si sa anche che mangiava pochissimo e che quando poteva faceva in modo che quel poco che le arrivava in più fosse distribuito a chi aveva più bisogno di lei.

### Morte
Nell'agosto del 1944 le truppe alleate bombardarono il lager; la baracca in cui era prigioniera la principessa fu distrutta ed ella riportò gravi ustioni e contusioni varie su tutto il corpo. Recuperata dai deportati Bruno Praticello e Giovanni Marcato, fu ricoverata nell'infermeria della casa di tolleranza dei tedeschi del lager, ma senza cure le sue condizioni peggiorarono. Dopo quattro giorni di tormenti, a causa delle piaghe insorse la gangrena ed in una lunga operazione le fu amputato un braccio. Ancora addormentata, Mafalda venne abbandonata in una stanza del postribolo, privata di ulteriori cure e lasciata a se stessa. Morì dissanguata, senza aver ripreso conoscenza, nella notte del 28 agosto 1944; sembra che, poco prima di morire, abbia detto ai deportati che la salvarono: 
L'opinione del dottor Fausto Pecorari, radiologo internato a Buchenwald, è che Mafalda sia stata intenzionalmente operata in ritardo, seppur con procedura in sé impeccabile, per provocarne la morte. Il metodo delle operazioni esageratamente lunghe o ritardate era già stato applicato a Buchenwald ed eseguito sempre dalle SS su alte personalità di cui si desiderava sbarazzarsi.
Grazie all'intervento del prete boemo del campo, padre Joseph Tyll, il corpo della principessa non venne cremato, ma messo in una bara di legno e seppellito in una fossa comune. Come identificativo, venne apposto soltanto un numero e una dicitura: «262 eine unbekannte Frau» ("una donna sconosciuta").
Trascorsi alcuni mesi, sette italiani, Corrado Magnani, Antonio Mitrano, Erasmo Pasciuto, Antonio Ruggiero, Apostolo Fusco, Giovanni Colaruotolo e Giosuè Avallone, già appartenenti alla regia marina e tutti originari di Gaeta, catturati al deposito militare di Pola dopo l'8 settembre 1943, furono deportati a Weimar, dove rimasero fino al luglio 1945, quando furono liberati dagli americani. Nelle vicinanze del loro campo c'era il lager di Buchenwald, dove avevano saputo era prigioniera la principessa Mafalda di Savoia, insieme a ebrei e politici. Appena dopo la liberazione, i marinai decisero di recarsi al vicino campo di concentramento per mettersi alla ricerca della principessa e seppero trovare fra tante la sua tomba anonima e si tassarono per apporvi una lapide identificativa.
Il dottor Fausto Pecorari, subito dopo essere rientrato a Trieste, si recò personalmente a Roma dal regio luogotenente principe Umberto per comunicargli la triste notizia del decesso per assassinio della principessa Mafalda. La principessa Mafalda riposa oggi nel piccolo cimitero degli Assia, nell'antica Burg di Kronberg im Taunus, vicino a Francoforte sul Meno.

## Discendenza

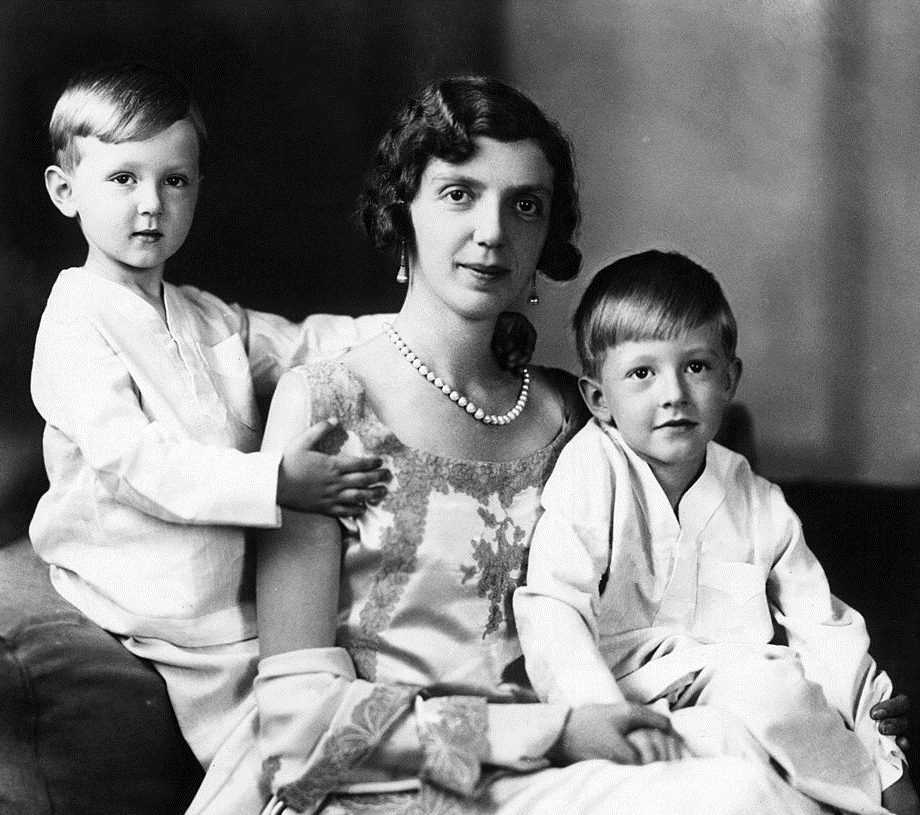
Mafalda di Savoia con i figli Maurizio ed Enrico negli anni '30

Dal matrimonio tra Mafalda e Filippo d'Assia nacquero quattro figli:
- Maurizio d'Assia (Racconigi, 6 agosto 1926 - Francoforte, 23 maggio 2013), il quale sposò il 1º giugno 1964 la principessa tedesca Tatjana di Sayn-Wittgenstein-Berleburg (31 luglio 1940), da cui divorziò nel 1974; da questa unione nacquero 4 figli:
  - Mafalda (6 luglio 1965),
  - Enrico (17 ottobre 1966),
  - Elena (8 novembre 1967)
  - Filippo (17 settembre 1970);
- Enrico d'Assia (Roma, 30 ottobre 1927 - Langen, 18 novembre 1999).
- Ottone d'Assia (Roma, 3 giugno 1937 - Hannover, 3 gennaio 1998), il quale sposò il 5 aprile 1965 Angela von Doering (12 agosto 1940), dalla quale divorziò nel 1969; seconde nozze nel 1988 con la cecoslovacca Elisabeth Bönker, dalla quale divorziò nel 1994;
- Elisabetta d'Assia (Roma, 8 ottobre 1940), la quale sposò il 28 febbraio 1962 Friedrich Karl, conte von Oppersdorff (30 gennaio 1925 - 1985); da questa unione sono nati due figli:
  - Federico Carlo (1º dicembre 1962)
  - Alessandro (3 agosto 1965).

## Filmografia su Mafalda di Savoia
- Nel 2002 il personaggio di Mafalda appare come coprotagonista nella miniserie televisiva in due puntate, Maria José - L'ultima regina per la regia di Carlo Lizzani. A interpretare il ruolo della principessa è l'attrice Antonella Ponziani.
- Nel 2005 è stata girata e prodotta una fiction televisiva in due puntate sulla vita della principessa Mafalda, il cui titolo è Mafalda di Savoia - Il coraggio di una principessa. A interpretare il ruolo della principessa è l'attrice Stefania Rocca. La fiction è stata liberamente tratta dalla biografia storica di Cristina Siccardi (Paoline Editoriale Libri, Milano, 1999 - Fabbri Editori-RCS Libri, Collana Le grandi biografie, Milano, 2000).[10]
- Nel 2006 è stato realizzato un documentario per il programma La storia siamo noi dal titolo Operazione Abeba. Il documentario, curato da Giovanna Corsetti, ripercorre la misteriosa storia del rapimento e della morte di Mafalda di Savoia avvenuta nel lager di Buchenwald nel 1944.
- Un altro documentario dedicato alla Principessa Mafalda è stato realizzato dal canale Rai Storia all'interno del programma Il giorno e la storia.
- Nel 2023 è stato realizzato un cortometraggio dal titolo "Mafalda la Principessa Triste" per il progetto UNESCO con l'Istituto Arimondi-Eula sedi di Savigliano e Racconigi. Il cortometraggio della durata di 15 minuti e girato nel Castello di Racconigi è visibile su Youtube e inscena un dialogo immaginario tra una guida turistica e la principessa Mafalda di Savoia che, uscita per un attimo dal silenzio dell’eternità, si rende disponibile a ripercorrere, attraverso i suoi ricordi, i luoghi da lei tanto amati.[11]

## Dediche e riconoscimenti

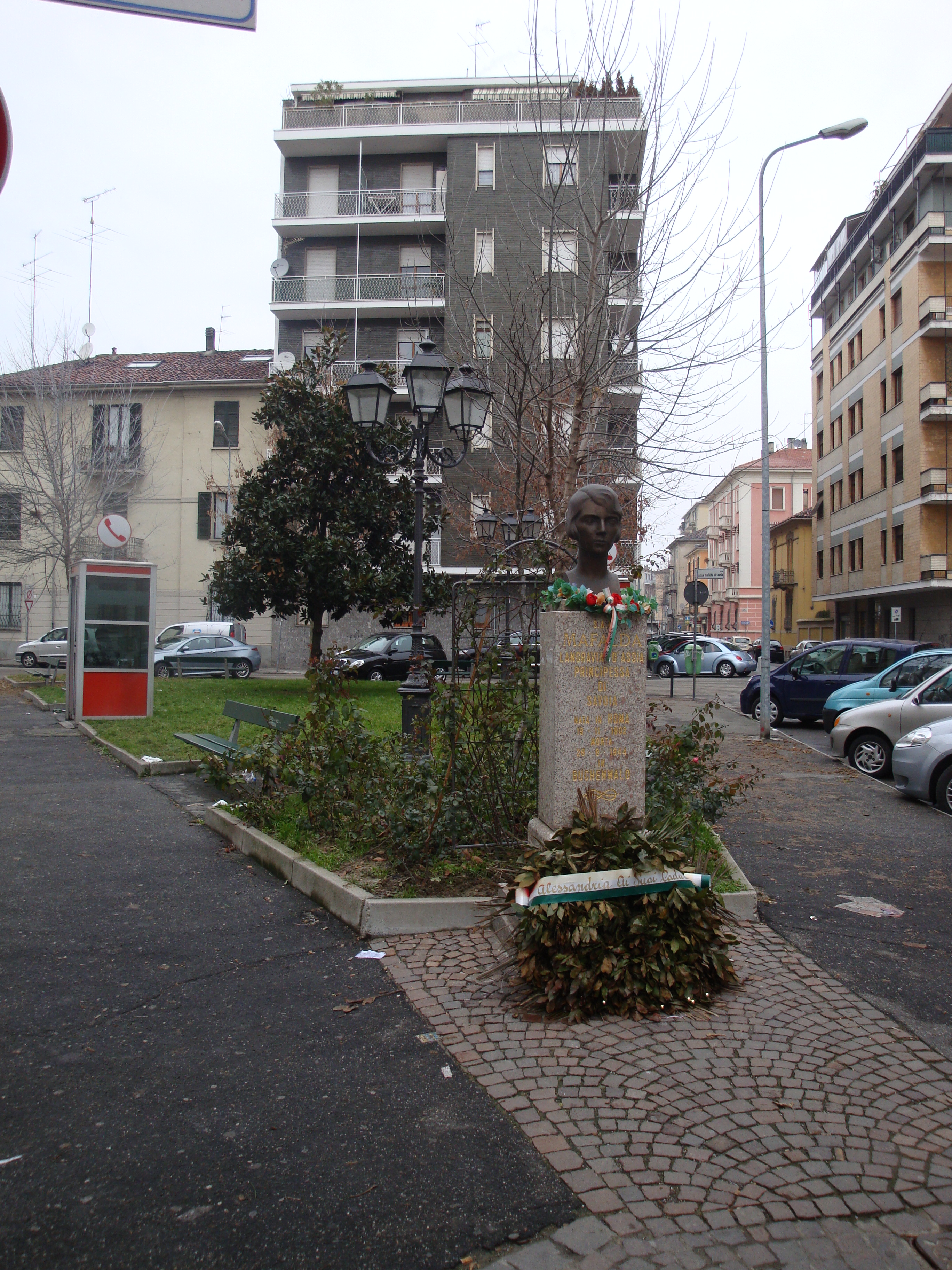
Busto in bronzo ad Alessandria in memoria di Mafalda di Savoia

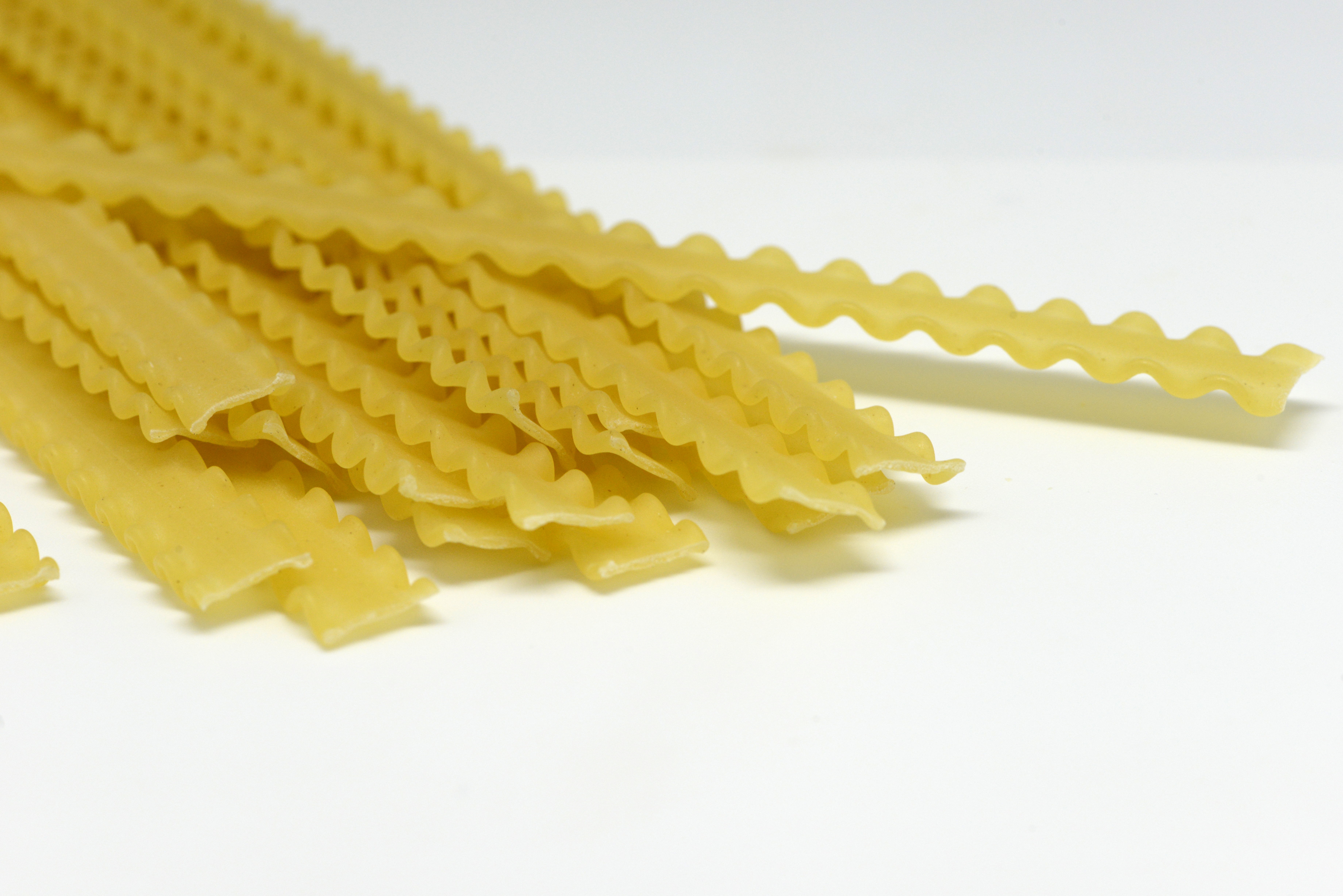
Mafalde, dette anche mafaldine o reginette

- In Italia esiste un comune, Mafalda (in provincia di Campobasso), che nel 1903 assunse questo nome proprio in omaggio alla neonata erede di casa Savoia.
- In Sicilia un tipo di pane, la mafalda appunto, prese dalla principessa il nome. Caratterizzato da semola di grano duro e semi di sesamo, può assumere diverse forme, è un pane morbido, dalla crosta dorata e croccante.
- Le "mafalde" sono un tipo di pasta tipico della Campania, un tempo erano dette “fettuccelle ricche” o "manfredi". Successivamente furono create in onore della nascita della principessina Mafalda di Savoia nel 1902, a cui seguirono le più piccole "reginette" o "mafaldine", tagliatelle impreziosite dai bordi smerlati.
- A Galatina nel Salento viene realizzato un gelato artigianale dal nome "mafalda" a base di cioccolato che si presenta in porzioni a forma di mezza luna, è composto da un tronchetto ricoperto di mandorle tostate private della buccia in uno stampo rettangolare, congelato e poi tagliato a fette.
- Esiste una minestra dedicata alla principessa Mafalda, la cosiddetta "minestrina alla Mafalda di Savoia". La ricetta fu inventata per lei dal cuoco di famiglia, Amedeo Pettini, è datata 1910 ed è contenuta nel libro "Come cucinare i cibi ai bambini, ai deboli e ai convalescenti (cucina per stomachi delicati)", edizione Hoepli.
- Il transatlantico Principessa Mafalda, varato nel 1908 ed affondato nel 1927, fu così chiamato in suo onore.
- Il giorno 1º gennaio 1933, la principessa Mafalda di Savoia ricevette la tessera di socia onoraria della S.S. Lazio.[12]
- Nella chiesa detta "tempio dell'Internato Ignoto" a Padova, è stato eretto nella navata di sinistra un altare dedicato alla principessa Mafalda, opera dello scultore Vucotich.
- Molte città hanno intitolato vie e piazze ed eretto ricordi e monumenti a Mafalda (Roma, Milano, Genova, Rivoli (Torino), Alessandria, Cagliari,Chiavari, Rapallo, Borgo San Dalmazzo (Cuneo) Adria, Sassari, Casalnuovo di Napoli, Avellino, Savona, ecc.).
- La passeggiata lungolago a Como è intitolata a Mafalda. Qui ai giardini, affacciati sul Lago di Como, la si ricorda con una statua in bronzo, realizzata da Massimo Clerici nel 2002.
- A Rivoli in Piazza Mafalda di Savoia è presente un busto in bronzo con fusione a cera persa commemorativo della principessa Mafalda di Savoia, alla quale è intitolato il piazzale del Castello di Rivoli.
- A Roma, in Via Lovanio nº13, le è stata intitolata una scuola elementare.
- A Roma in via Mafalda di Savoia, vicino al cancello di villa Polissena in cui Mafalda trascorse momenti felici con il marito Filippo d’Assia ed i figli, c’è una edicola e una lapide a lei dedicate.
- A Chieti è apposta una lapide marmorea sul palazzo che la ospitò, a ricordo dei suoi ultimi giorni di libertà.
- Ad Alessandria in Piazza Mafalda di Savoia è presente un busto in bronzo dedicato alla principessa Mafalda.
- A Viareggio le è stata dedicata la pista ciclabile, che termina sul lungomare, nei pressi dell'Hotel Principe di Piemonte.
- La casa di riposo di Solbiate è stata intitolata alla principessa e così il padiglione maternità dell'Ospedale Mauriziano di Torino.
- Lo scrittore Riccardo Bacchelli scrisse di lei: «Da lieto inizio di secolo al cupo fondo di immane tragedia storica. Mafalda di Savoia oltraggio di bieco odio e di spietato destino confermò lei nelle strenue virtù delle pie e forti antenate regali la mita fortitudine, la gentile bontà della donna, dell'italiana, della cristiana, vittima innocente, illuminarono di luce spirituale l'orrenda prigione, la fine atroce».
- Lo scrittore svedese Axel Munthe ha dedicato a Mafalda di Savoia il libro La storia di San Michele, considerato il suo capolavoro. Il libro prende il nome dalla sua villa, ora museo, di Anacapri.
- Nel 1995 un francobollo col suo ritratto uscì in Italia.
- Ad Adria (RO), appunto in via Mafalda di Savoia, le è stata intitolata una stele in suo omaggio e ricordo il giorno 20 aprile 2010.
- Nel comune di Rivoli (TO) sono stati ultimati nel mese di novembre 2013 i lavori di pedonalizzazione del piazzale intitolato a Mafalda di Savoia, alla quale è stato dedicato un busto in bronzo.
- A Viterbo le è stato intitolato un parco cittadino in zona Garbini.
- Mafalda di Savoia è ricordata nella cripta reale della Basilica di Superga a Torino da un cenotafio.
- Il premio internazionale per la pace “Principessa Mafalda di Savoia-Assia” è stato fondato e viene conferito annualmente dall’associazione internazionale Regina Elena a enti e personalità di dodici Paesi (Azerbaigian, Belgio, Capo Verde, Egitto, Etiopia, Francia, Italia, Paesi Bassi, Regno Unito, Russia, Svizzera, Ungheria).
- Alla principessa Mafalda è dedicata la Rosa 'Mafalda di Savoia' della classe Floribunda, con gamma di colori rosa-viola e rosa-salmone, rosa rifiorente, con fiore doppio di 17-25 petali.

## Ascendenza
|                                |                                |                                 | Genitori                             |  |  | Nonni |  |  | Bisnonni                      |  |  | Trisnonni               |  |
|                                |                                |                                 |                                      |  |  |       |  |  | Vittorio Emanuele II d'Italia |  |  | Carlo Alberto di Savoia |  |
|                                |                                |                                 |                                      |  |  |       |  |  | Vittorio Emanuele II d'Italia |  |  | Carlo Alberto di Savoia |  |
|                                |                                | Maria Teresa d'Asburgo-Toscana  |                                      |  |  |       |  |  | Vittorio Emanuele II d'Italia |  |  |                         |  |
| Umberto I d'Italia             |                                |                                 |                                      |  |  |       |  |  | Vittorio Emanuele II d'Italia |  |  |                         |  |
|                                |                                | Maria Adelaide d'Asburgo-Lorena | Ranieri Giuseppe d'Asburgo-Lorena    |  |  |       |  |  |                               |  |  |                         |  |
|                                |                                | Maria Adelaide d'Asburgo-Lorena | Ranieri Giuseppe d'Asburgo-Lorena    |  |  |       |  |  |                               |  |  |                         |  |
|                                |                                | Maria Adelaide d'Asburgo-Lorena | Maria Elisabetta di Savoia-Carignano |  |  |       |  |  |                               |  |  |                         |  |
| Vittorio Emanuele III d'Italia |                                | Maria Adelaide d'Asburgo-Lorena |                                      |  |  |       |  |  |                               |  |  |                         |  |
|                                |                                | Ferdinando di Savoia-Genova     | Carlo Alberto di Savoia              |  |  |       |  |  |                               |  |  |                         |  |
|                                |                                | Ferdinando di Savoia-Genova     | Carlo Alberto di Savoia              |  |  |       |  |  |                               |  |  |                         |  |
|                                |                                | Ferdinando di Savoia-Genova     | Maria Teresa d'Asburgo-Toscana       |  |  |       |  |  |                               |  |  |                         |  |
| Margherita di Savoia           |                                | Ferdinando di Savoia-Genova     |                                      |  |  |       |  |  |                               |  |  |                         |  |
|                                |                                | Elisabetta di Sassonia          | Giovanni I di Sassonia               |  |  |       |  |  |                               |  |  |                         |  |
|                                |                                | Elisabetta di Sassonia          | Giovanni I di Sassonia               |  |  |       |  |  |                               |  |  |                         |  |
|                                |                                | Elisabetta di Sassonia          | Amalia Augusta di Baviera            |  |  |       |  |  |                               |  |  |                         |  |
| Mafalda d'Italia               |                                | Elisabetta di Sassonia          |                                      |  |  |       |  |  |                               |  |  |                         |  |
|                                | Granduca Mirko Petrović-Njegoš | Stanko Petrović-Njegoš          |                                      |  |  |       |  |  |                               |  |  |                         |  |
|                                | Granduca Mirko Petrović-Njegoš | Stanko Petrović-Njegoš          |                                      |  |  |       |  |  |                               |  |  |                         |  |
|                                | Granduca Mirko Petrović-Njegoš | Krstinja Vrbica                 |                                      |  |  |       |  |  |                               |  |  |                         |  |
| Nicola I del Montenegro        | Granduca Mirko Petrović-Njegoš |                                 |                                      |  |  |       |  |  |                               |  |  |                         |  |
|                                |                                | Anastasija Martinović           | Drago Martinović                     |  |  |       |  |  |                               |  |  |                         |  |
|                                |                                | Anastasija Martinović           | Drago Martinović                     |  |  |       |  |  |                               |  |  |                         |  |
|                                |                                | Anastasija Martinović           | Stana Martinović                     |  |  |       |  |  |                               |  |  |                         |  |
| Elena del Montenegro           |                                | Anastasija Martinović           |                                      |  |  |       |  |  |                               |  |  |                         |  |
|                                |                                | voivoda Petar Šćepanov Vukotić  | serdar Stevan Perkov Vukotić         |  |  |       |  |  |                               |  |  |                         |  |
|                                |                                | voivoda Petar Šćepanov Vukotić  | serdar Stevan Perkov Vukotić         |  |  |       |  |  |                               |  |  |                         |  |
|                                |                                | voivoda Petar Šćepanov Vukotić  | Stana Milić                          |  |  |       |  |  |                               |  |  |                         |  |
| Milena Vukotić                 |                                | voivoda Petar Šćepanov Vukotić  |                                      |  |  |       |  |  |                               |  |  |                         |  |
|                                |                                | Jelena Vojvodić                 | Tadija Vojvodić                      |  |  |       |  |  |                               |  |  |                         |  |
|                                |                                | Jelena Vojvodić                 | Tadija Vojvodić                      |  |  |       |  |  |                               |  |  |                         |  |
|                                |                                | Jelena Vojvodić                 | Milica Pavićević                     |  |  |       |  |  |                               |  |  |                         |  |
|                                |                                | Jelena Vojvodić                 |                                      |  |  |       |  |  |                               |  |  |                         |  |